# Атясов, Александр Егорович
Александр Егорович Атясов (бел. Аляксандр Ягоравіч Ацясаў; 26 апреля 1954, Витебск — 19 сентября 2015, там же) — белорусский государственный деятель, председатель Витебского областного совета (1998—2015).

## Биография
Трудовой путь начал в 1971 г. рабочим второго горпищеторга. С 1972 по 1974 гг. проходил службу в рядах Советской армии.
В 1980 г. окончил Витебский технологический институт легкой промышленности, работал на Витебском чулочно-трикотажном комбинате им. КИМ в должностях мастера, заместителя начальника цеха, заместителя секретаря парткома. Затем в течение двух лет (1983—1985 гг.) возглавлял партийную организацию производственного коврового объединения имени 50-летия БССР.
Затем — инструктор отдела легкой промышленности и товаров народного потребления Витебского обкома Компартии Белоруссии, заведующий отделом организационно-партийной работы Железнодорожного районного комитета Витебска, заместитель председателя исполкома Железнодорожного районного Совета депутатов, первый секретарь Железнодорожного райкома Компартии Белоруссии, заместитель начальника, начальник производственного управления местной промышленности Витебского областного исполнительного совета народных депутатов.
С 1998 г. — председатель Витебского областного Совета депутатов.

## Награды и звания
Награжден медалью «За трудовые заслуги», благодарностью Президента Республики Беларусь, юбилейными медалями, наградами русской православной церкви, почетными грамотами Совета Министров Республики Беларусь и Национального собрания Республики Беларусь.